# 야이타 아키오
야이타 아키오(일본어: 矢板 明夫, 1972년 10월 5일~ )는 일본의 언론인이자 작가, 전 산케이 신문 타이호쿠 지국장으로 일본 이민자 2세로서이다. 중국어 이름은 징타오(荊濤)이다. 

## 학력
- 게이오기주쿠 대학 일본문학과
- 마쓰시타 정경숙 제18기
- 중국사회과학원 박사